# Claude-Henri Chouard
Pour les articles homonymes, voir Chouard.
Claude-Henri Chouard, né le 3 juillet 1931  à Paris, est un médecin français et chirurgien spécialisé en oto-rhino-laryngologie. Il est membre titulaire de l'Académie nationale de médecine depuis 1999 et du Collegium International d’O.R.L depuis 1982. Il a été Directeur du Laboratoire d’Audio-Phon-Prothèse de l’AP-HP et Directeur du Laboratoire de Recherche d'Oto-rhino-laryngologie du Centre Hospitalier Universitaire de Paris-Saint-Antoine de 1967 à 2001 ; simultanément, il a été Chef du service O.R.L. du même établissement de 1978 à 1998.
Les travaux des membres de l'équipe multidisciplinaire de son laboratoire parisien lui ont apporté, dès la fin des années 1970, une renommée internationale à propos de l'implant cochléaire multiélectrodes. Ce système auditif électronique implanté a été mis au point à Saint-Antoine,. Il permet de pallier la surdité totale bilatérale et surtout, lorsqu'il est placé précocement chez le jeune enfant, la surdi-mutité et ses troubles du langage oral.
Claude-Henri Chouard a épousé Isabelle Sainflou, l'ainée des quatre filles de Pierre Sainflou (1917 – 2007) Polytechnicien X- 37, réalisateur de films scientifiques : ils ont eu quatre enfants.

## Biographie
Claude Henri Chouard est issu d'une lignée de médecins et d'universitaires. Son père, Pierre Chouard (1903 – 1983), a été Professeur de physiologie végétale à la Sorbonne, initiateur et Directeur  du Phytotron de Gif-sur-Yvette. Il était membre du Tiers Ordre dominicain et a été longtemps président de la Société internationale de Saint-Vincent-de-Paul. Son grand-père, Jules Chouard, était journaliste et écrivain. Son arrière-grand père Martin-Jules Chouard était instituteur et artiste-peintre. 
Sa mère, Denise Petit-Dutaillis, était la fille du docteur Paul Petit-Dutaillis, chirurgien militaire de la marine, puis gynécologue de l'hôpital Saint Michel à Paris. Elle était la nièce du Professeur Charles Petit-Dutaillis, membre de l'Académie des inscriptions et belles-lettres et président de l'Institut. Elle était la sœur du professeur Daniel Petit-Dutaillis, neurochirurgien de l'Hôpital de la Pitié Salpêtrière et membre de l'Académie nationale de médecine.

### Formation

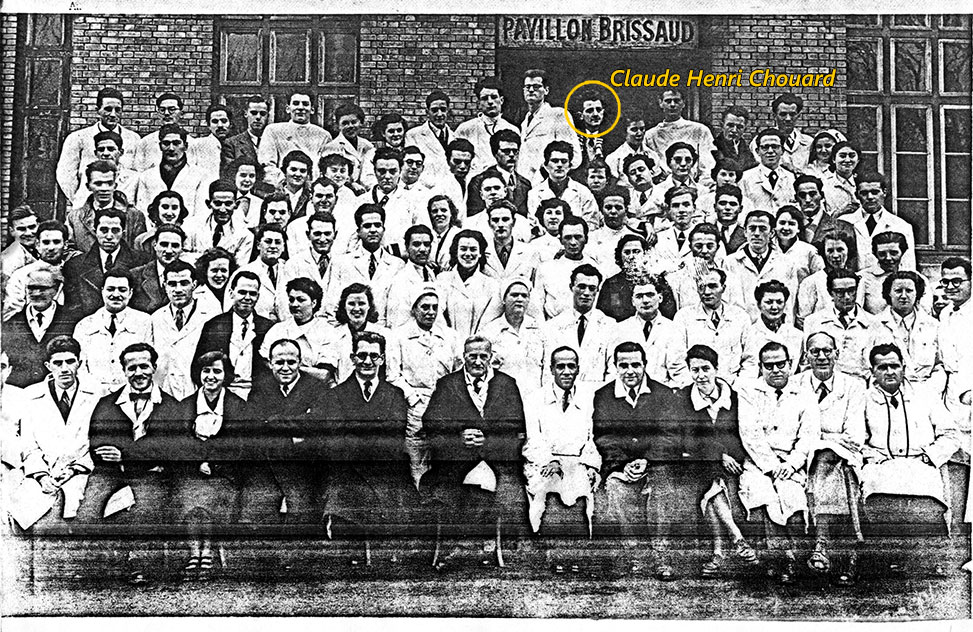
Claude Henri Chouard en 1re année de classe de médecine (1950) et Patrick Mac Leod juste à gauche.

Élève avant tout, comme externe des Hôpitaux, de Raymond Garcin et Noël Peron, neurologue et neuropsychiatre de la Salpêtrière, il se retrouve, après trente mois de service militaire dont une partie en Algérie, Interne des Hôpitaux de Paris dans les services de chirurgie générale de Pierre Guénin et de Daniel Morel-Fatio, puis ceux de Paul Pialoux et Maurice Aubry, chirurgiens ORL des Hôpitaux de Paris et membres de l'Académie de médecine. Pendant son internat, il acquiert une formation politique et administrative en suivant les cours de l’Institut d’études politiques de la rue Saint-Guillaume et entame des recherches de neuroanatomie dans le laboratoire d’André Delmas avec Charles Eyriès. Claude-Henri Chouard se passionne depuis plus d’un demi-siècle pour la complexité de la relation du médecin avec le malade, dont il a fait la pièce maîtresse de tout son enseignement clinique : c’est pour cela qu’il n’a jamais cessé d’exercer son métier de médecin.

### Apports scientifiques
Dans trois domaines successivement abordés, Claude-Henri Chouard a apporté une contribution originale et personnelle : deux d'entre eux l’ont conduit souvent à faire appel à son expérience chirurgicale et à son empathie clinique.

#### L’implant cochléaire multiélectrodes

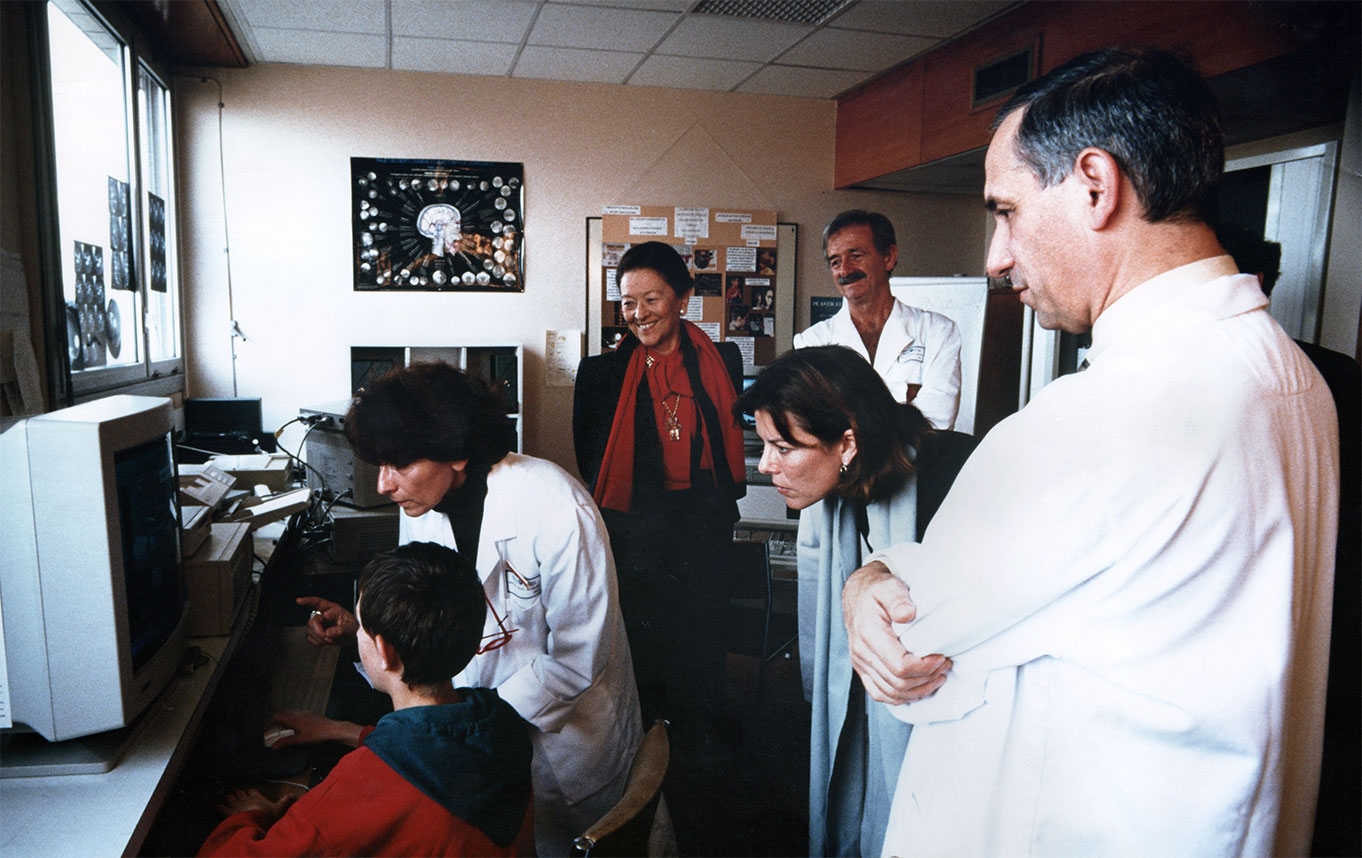
Claude Henri Chouard (au centre), Bernard Meyer (à droite) et Caroline de Monaco à l’Hôpital St Antoine (1993)

Cette prothèse a été définie et mise au point dès 1975 à l’Hôpital Saint-Antoine par l’équipe multidisciplinaire constituée dans ce but par Claude-Henri Chouard et Patrick Mac Leod . Pendant plus de huit ans ces auteurs ont été très loin devant toutes les autres équipes internationales, ; la faillite de l’industriel, la Société Bertin, a temporairement troublé ce développement. Mais les principes essentiels définis par ces auteurs dans les brevets pris par Bertin Technologies en 1977, sont toujours appliqués par tous les constructeurs d’implants auditifs multi-électrodes, qu’ils soient cochléaires ou du tronc cérébral.
En 1957, à Paris, André Djourno, professeur de physique médicale et Charles Éyriès, otologiste parisien, redonnent les premiers de l'audition à un sourd total atteint de cholestéatome bilatéral, en stimulant électriquement les fibres nerveuses acoustiques encore présentes dans son oreille interne.
Même si ce système, développé quelques années plus tard par William F. House à Los Angeles, sortait les patients du silence et de l'isolement dans lesquels les tenait enfermés leur surdité totale, ce qui était déjà un progrès énorme, cet appareillage n'a jamais pu apporter aux patients une discrimination de la parole sans l'aide de la lecture labiale : après une dizaine d'années d’essais, tous les chercheurs s'accordaient sur une certitude : pour obtenir cette performance capable de redonner une vie sociale facilement possible, l’implant cochléaire devait avoir plusieurs électrodes, afin qu'il puisse stimuler les différentes zones fréquentielles du clavier cochléaire, dont Georg von Békésy, Prix Nobel de médecine 1961, avait démontré l'existence. Mais tous les chercheurs hésitaient devant la crainte de l’échec et des complications vitales.
En 1973 après avoir étudié de près les résultats des différentes tentatives,, jusque-là effectuées, C.H. Chouard et P. Mac Leod, qui avaient fait leurs études médicales ensemble, décidèrent de s'attaquer au problème. 
P. Mac Leod était devenu un chercheur spécialiste de la physiologie sensorielle ; C.H. Chouard avait acquis une expérience chirurgicale personnelle portant sur les nerfs facial et vestibulaire. Forts de cette double compétence, ils décident de constituer au sein du Laboratoire de Recherches ORL du CHU St-Antoine à Paris, une équipe multidisciplinaire. En 1975, ils démontrent, dans de parfaites conditions éthiques, chez trois patients atteints de surdité totale unilatérale traumatique récente avec une paralysie faciale totale rendant l’opération indispensable, que la stimulation électrique sélective de chacune de 8 à 12 électrodes, isolées les unes des autres, et placées dans différents endroits de la rampe tympanique de la cochlée, fournit des perceptions fréquentielles différentes.
Puis, après avoir mis au point un test de stimulation électrique de la fenêtre ronde destiné à être certain de la présence de fibres auditives encore fonctionnelles, l’équipe parisienne applique sa technique de mise en place des électrodes chez 5 patients atteints de surdité bilatérale totale ancienne. Dans les suites post-opératoires, après avoir bénéficié d’un entraînement orthophonique relativement bref, tous ces patients, totalement sourds, ont pu reconnaître un pourcentage variable de mots sans lecture labiale.
Sous la direction scientifique de P.Mac Leod, la fabrication industrielle d’un système implantable fonctionnel est alors confié à la Société Bertin. L’appareil de table fut vite construit ; mais la mort prématurée de Jean Bertin (ingénieur) à la fin de 1975 entraîna une restructuration de la Société, obligeant les français à attendre l'été 1976 pour recevoir enfin les six premiers appareils.
La première implantation eut lieu à Saint-Antoine le mercredi 22 septembre 1976. Elle fut réalisée par C.H. Chouard assisté de Bernard Meyer. Les cinq autres patients furent très vite opérés, devant l’audition revenue dès le lendemain. La société Bertin dépose le 16 mars 1977 le brevet no 77/07824. Ce brevet, issu des exigences physiologiques de Mac Leod, comportait deux revendications simultanées :
1. la transmission séquentielle à la cochlée d’un nombre indéterminé de bandes de fréquence.
2. la transmission de la totalité de l'information sonore audible.

Les premiers résultats furent présentés le lendemain au XIth World Congress of O.R.L., qui se tenait alors à Buenos-Aires, puis rapidement publiés.
Pendant près de vingt ans, ce document va conditionner toutes les procédures et les recherches utilisées par les autres équipes internationales, qui seront obligées de le contourner, le plus souvent en n'envoyant qu'une partie de l'information sonore de la parole, jusqu'à ce que ce brevet tombe dans le domaine public en 1997.
En 1983, lors de la réunion organisée pour faire le point sur l’implant cochléaire multiélectrodes par la New York Academy of Sciences, Chouard et son équipe présentent les résultats obtenus sur 48 patients, (45 d’entre eux étant implantés depuis plus d’un an), accompagnés de multiples innovations pratiques, qui seront adoptées ensuite par les autres équipes internationales, dont les résultats en nombre de sourds totaux implantés présentés lors de ce Congrès se limitaient à moins de huit patients au total.
Simultanément, Chouard, utilisant la technique de reconstruction de Born, qu’il avait employée dans ses recherches neuro-anatomiques effectuées avec C. Eyriès (voir ci-dessous), démontre, le premier chez l’animal la nécessité d’une implantation la plus précoce possible, pour éviter l’atrophie des formations auditives centrales qui se produit très vite en cas de surdité néo-natale persistante.
Quelques années plus tard, après de multiples atermoiements concernant la livraison de l’appareil entièrement numérique que Chouard et Mac Leod réclamaient depuis 1980, Bertin abandonne l’implant et, en 1987, il en vend la licence à une société française : MXM-Neurelec.
Entretemps, alors que Bertin témoignait par ses lenteurs de son désintérêt pour l’implant français, l'Américain Blake S. Wilson (en) propose un traitement du signal sonore, directement inspiré des travaux et du brevet français, dont cet auteur ne fera jamais référence, dans aucune de ses publications qui suivront. Depuis le début 2014, plusieurs articles techniques rectificatifs, rappelant notamment les antériorités nombreuses de l’équipe parisienne, sont venues corriger cet oubli surprenant,,

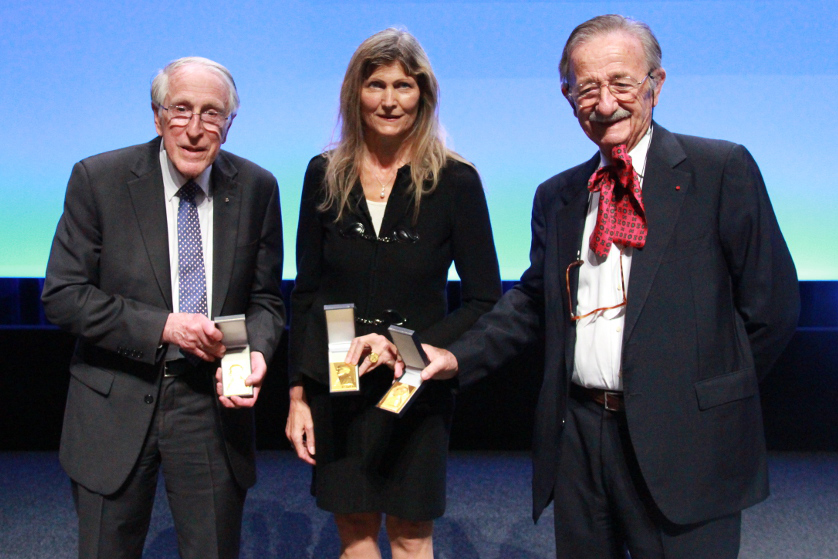
Claude-Henri Chouard (à droite), Graeme Clark (à gauche) et Ingeborg Hochmair à Toulouse le 18 juin 2015

En 1991 MXM-Neurelec présente son premier implant multi-électrodes. Il est entièrement numérisé et peut être adapté aux cochlées ossifiées. Il est construit à partir de la licence Bertin, mais sa réalisation a été guidée de très près par les suggestions des chercheurs du Laboratoire de Recherches ORL de St-Antoine à Paris. À partir de 1992, l’implant cochléaire multi-électrodes est à peu près admis en France.
En 2015, la plupart des principes définis entre 1976 et 1977 par l’équipe de Claude-Henri Chouard et Patrick Mac Leod sont toujours employés par tous les fabricants d’implants cochléaires et d’implants auditifs du tronc cérébral. 
Les travaux de l’équipe parisienne ont été honorés le 18 juin 2015 par l’attribution à Claude-Henri Chouard, ainsi qu’à Graeme Clark (Australie) et Ingeborg Hochmair (Autriche), de la Médaille de Paul Sabatier, Prix Nobel 1912, de l’Université de Toulouse.

#### Neuroanatomie
Au milieu du XXe siècle, Charles Eyriès était, le matin, chirurgien ORL et l’après-midi, neuro-anatomiste, chercheur dans le Laboratoire d’Anatomie du Professeur André Delmas. Claude-Henri Chouard y fut un de ses élèves entre 1960 et 1966. Eyriès lui appris la méthode de Born permettant une reconstruction histologique en 3D avec un grossissement de 100, voire 150. Cette technique allait lui être utile vingt ans plus tard  pour démontrer la nécessité d’implanter les enfants atteints de surdité néo natale le plus tôt possible avant que ne s’atrophient les formations auditives cérébrales. De plus, il fut très tôt sensibilisé à la surdité totale, car il connut de près l’histoire, souvent racontée et commentée, de ces essais électro-thérapeutiques, que Charles Eyriès avait entrepris en 1957 avec André Djourno  professeur de Physique médicale. Claude-Henri Chouard définit ainsi l’origine fonctionnelle des anastomoses acoustico-faciales en suivant les fibres nerveuses reconstruites sur tout leur trajet. Ainsi s’expliquerait l’efficacité de certains traitements de la maladie de Menière, et s’éclairait le trajet des fibres efférentes de l’oreille interne. En reconstruisant de la même manière le faisceau solitaire et ses noyaux gustatifs, il observa que le noyau du dernier nerf branchial, le nerf pneumogastrique, se prolongeait très loin vers le bas, conférant sans doute à tout l’axe aérien et digestif une sensibilité sensorielle, peut-être gustative ou chémo-sensible, mais en tout cas afférente. C’est vingt ans plus tard que cette hypothèse fut électro-physiologiquement confirmée chez le rat au niveau du faisceau solitaire puis, il y a peu, au niveau intestinal. Cette innervation pourrait jouer un rôle dans certaines formes d’obésité et de diabète,.

#### Le ronflement et le syndrome des apnées obstructives du sommeil
D'autres recherches, effectuées entre 1984 et 1990, à l’initiative de ses adjoints, Bernard Meyer et Fréderic Chabolle et avec l’aide du Docteur Bernard Fleury et du docteur Jean Le Heuzey respectivement adjoint des services de pneumologie et de cardiologie de l’Hôpital Saint-Antoine, ont permis à Claude-Henri Chouard, entre 1984 et 1990, d’initier l’étude de la symptomatologie et de l'épidémiologie des complications d'une maladie nouvelle, au centre de laquelle se trouve la spécialité ORL. Claude-Henri Chouard a donné un nom, la Ronchopathie Chronique, à cette affection : son signe majeur est le ronflement, dont personne jusque là n’avait souligné la valeur sémiologique - plus il est bruyant, plus il exprime le risque d'être associé à un Syndrome d'apnées obstructives du Sommeil sévère . Après avoir jeté les bases du traitement avec ses élèves, Claude-Henri Chouard cessa de s’impliquer personnellement dans cette affection et laissa les plus jeunes de cette équipe poursuivre et perfectionner la connaissance et les modalités thérapeutiques de cette maladie nouvelle.

### Travaux académiques
- L’aide au geste chirurgical par les navigateurs et les robots (Rapport avec F. Dubois)[38]
- Le retentissement du fonctionnement des éoliennes sur la santé de l'homme[39]
- Le bruit dans la ville[40].
- Compétence scientifique et technique de l’expert et qualité de l’expertise en responsabilité médicale (avec Jacques Hureau) 2011[41]
- Nanosciences et médecine (rapport avec E. Cabanis, J. Chambron et E. Milgrom.)[42]

### Livres de vulgarisation scientifique
- La grande peur du cancer, Paris, Mercure de France, 1971, 175 p.
- L’euthanasie en procès, Paris, La Pensée Universelle, 1973
- Entendre sans oreille, Paris, Robert Laffont, 1978, 210 p.
- Vaincre le ronflement et retrouver la forme, Paris, Ramsay, 1986, 223 p. ; 2e édition, Paris, Éditions du Rocher, 1993, 187 p.
- Vaincre la surdité : progrès et promesses, Paris, Éditions du Rocher, 1995, 277 p.
- L’oreille musicienne. Les chemins de la musique de l’oreille au cerveau, Paris, Gallimard, 2001, 347 p. ; nouvelle édition revue et augmentée, coll. « Folio essais », 2009

### Littérature

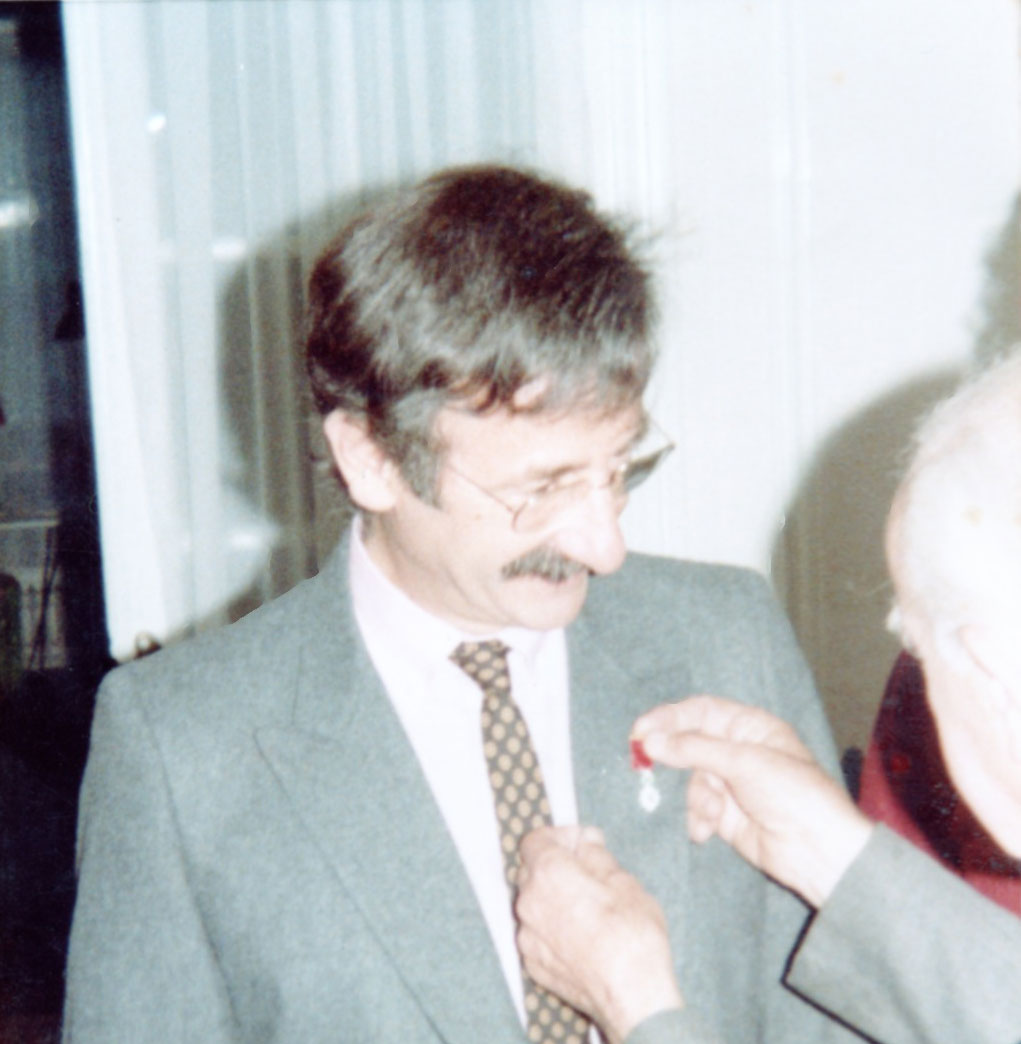
Claude Henri Chouard : Remise de la Légion d'honneur (1980)

- L’Étude intérieure, poèmes, Paris, Éditions de Minuit, 1957, 62 p.
- L’impasse infinie, poèmes, Paris, Edilivre, 2015, 34 p.

## Distinctions
- Médaille commémorative des opérations de sécurité et de maintien de l'ordre en Afrique du Nord
- Officier de la Légion d'honneur (1998)[43]
- Médaille de la Ville de Dieppe
- Médaille de l’Université de Salamanque
- Médaille de l’Université de Toulouse